# Provincia de Xaisomboun
Xaisomboun (/ saɪʒəʊmbuːn / Lao ໄຊ ສົມ ບູນ) es una provincia montañosa ubicada en el centro de Laos, entre la provincia de Vientián y la provincia de Xiangkhoang. La provincia cubre un área de 8,300 kilómetros cuadrados (3,200 millas cuadradas) y tenía una población de 85,168 en 2015. La ciudad de Xaysomboun en el distrito de Anouvong es el centro económico, y hay extensas operaciones mineras de cobre y oro cerca en Sana Somboun.

## Historia
Xaisomboun es la decimoctava provincia de Laos. Fue designada una zona administrativa especial entre junio de 1994 y 2006, con los militares controlando el área para suprimir la resistencia Hmong y explotar la industria maderera.  Muchos lugareños hmong huyeron de Laos durante este período, refugiándose en Phetchabun, Tailandia.
Xaisomboun se estableció formalmente como provincia el 13 de diciembre de 2013. Desde entonces, el desarrollo de la energía hidroeléctrica a lo largo del río Nam Ngum ha llevado a que alrededor de 300 familias sean reubicadas en el distrito de Feuang en la provincia de Vientiane, que no fueron compensadas por la pérdida de sus tierras de cultivo.
La provincia ha sido durante mucho tiempo un foco de conflicto entre el gobierno y los pueblos hmong. En noviembre de 2015, estallaron disturbios en la provincia, matando a tres soldados y tres civiles. El gobierno de Laos impuso un toque de queda en la parte centro-norte de la provincia a principios de diciembre, pero en enero de 2016 se lanzó una bomba en un sitio de construcción de carreteras cerca de la aldea Pha Nok Nok en el distrito de Long Cheang, matando a dos funcionarios chinos e hiriendo a otro. Como resultado, el 16 de febrero de 2016, el mayor general Thongloy Silivong, un oficial militar que era el exjefe de la Academia de Defensa Nacional, fue nombrado gobernador de Xaisomboun para reforzar el control. El 16 de junio de 2017, otro funcionario chino fue asesinado a tiros en la provincia.

## Geografía
La provincia es muy montañosa, y al noreste de la ciudad de Xaysomboun se encuentra la montaña Phou Bia en la provincia de Xiangkhouang, el punto más alto de Laos. El río principal, el Nam Ngum, ha sido objeto de un esquema hidroeléctrico con la creación de una presa y un gran embalse y una planta de energía subterránea. En marzo de 2014, se anunció que la empresa china Norinco International Cooperation, Ltd había invertido US $ 218 millones en el desarrollo, que tardaría 42 meses.
El Área Nacional de Conservación de la Biodiversidad de Phou Khao Khouay es un área protegida ubicada a 40 kilómetros (25 millas) al noreste de Vientián. Fue establecido el 29 de octubre de 1993 cubriendo un área de 2,000 km² que se extiende a las provincias vecinas. Tiene un gran tramo de cordillera con acantilados de arenisca, desfiladeros de ríos y tres grandes ríos con afluentes que desembocan en el río Mekong.

## Divisiones adminstrativas
La provincia está dividida en los siguientes distritos:
| Map   | Code       | Name       | Lao |
| ----- | ---------- | ---------- | --- |
|       |            |            |     |
| 18-01 | Anouvong   | ເມືອງອະນຸວົງ  |     |
| 18-02 | Longchaeng | ເມືອງລ້ອງແຈ້ງ |     |
| 18-03 | Longxan    | ເມືອງລ້ອງຊານ |     |
| 18-04 | Hom        | ເມືອງຮົ່ມ     |     |
| 18-05 | Thathom    | ເມືອງທ່າໂທມ  |     |

## Economía
El centro económico de la provincia se encuentra en Xaysomboun, distrito de Anouvong. Hay operaciones mineras de cobre y oro cercanas en Sana Somboun, con compañías como Phu Bia Mining Limited operando. Phu Kam  y Ban Houayxai Gold-Silver son minas notables en el área, con la mina Phu Kham produciendo 83,680 toneladas de concentrado de cobre y 70,787 oz de oro y Ban Houayxai Gold-Silver produciendo 108,570 oz de oro y 666,628 oz de plata en 2018 respectivamente. La Compañía Minera Phu Bia comenzó a operar en 2006 y hasta junio de 2019 había otorgado cerca de 6,248 billones de kip (US $ 716 millones) en contribuciones acumuladas al gobierno, generando más de 3200 empleos para principalmente locales Hmong y mejorando la educación en la provincia. Phu Bia tiene permiso para minar hasta al menos 2021.
Los lugareños se dedican principalmente al cultivo, la cría de peces, las aves y el ganado. A pesar del conflicto local en los últimos años, la industria del turismo está despegando en la provincia.